# Brevoort Island
Brevoort Island – niezamieszkana wyspa Morza Labradorskiego w Archipelagu Arktycznym, w regionie Qikiqtaaluk, na terytorium Nunavut, w Kanadzie. W pobliżu Brevoort Island położone są wyspy: Allen Island (30 km), Sterry Tower Island (34 km), Enchantress Island (34,4 km), Sarah Island (37,4 km) i Rogers Island (38,8 km).